# لوبیا چیتی

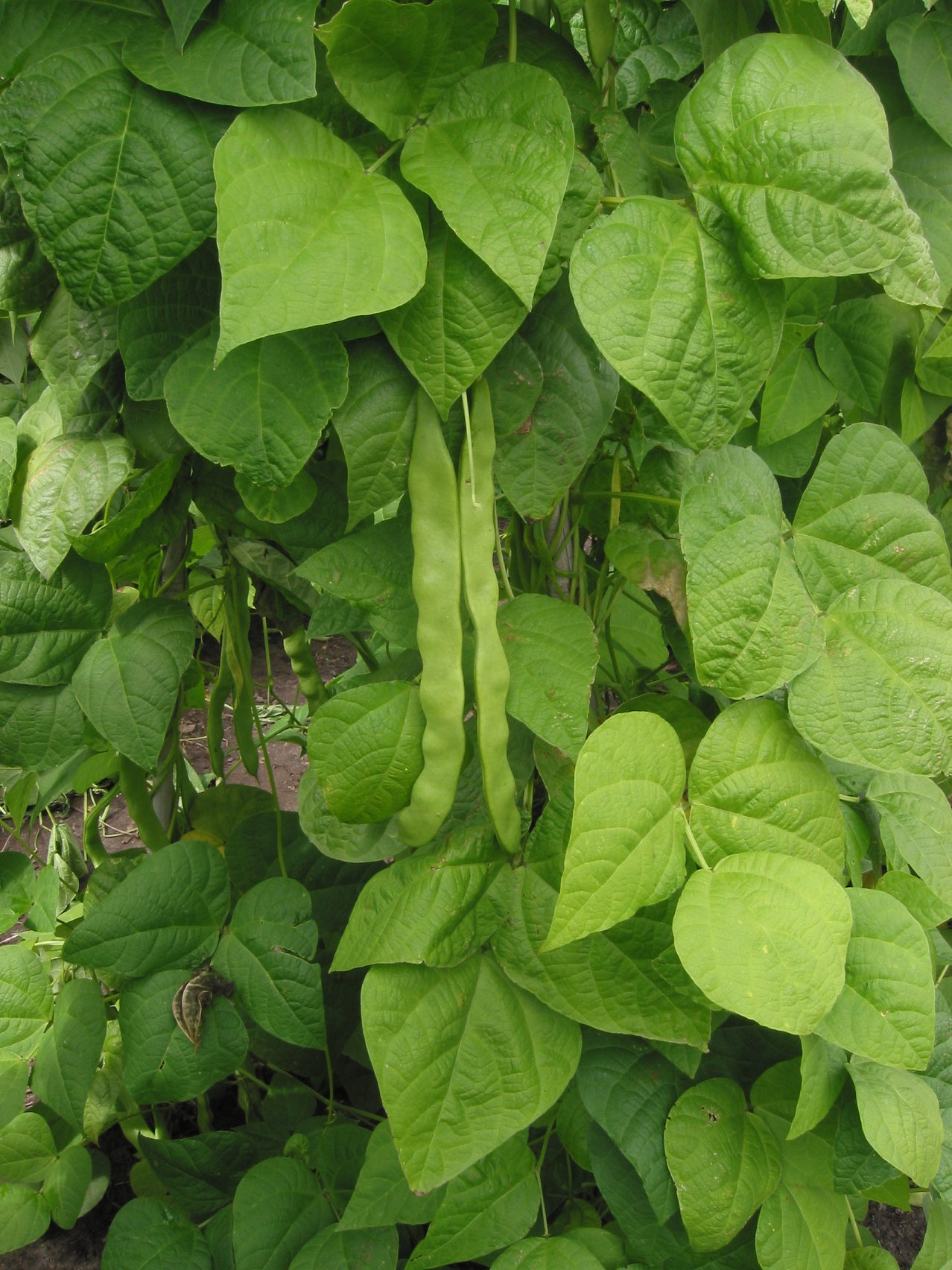
گیاه و برگ لوبیا چیتی، Phaseolus vulgaris

لوبیاچیتی که به آن لوبیای رومی هم می‌گویند، یکی از انواع لوبیا و از گیاهان دولپه‌ای می‌باشد و یکی از محبوب‌ترین لوبیاها در میان افغان‌ها، ایرانی‌ها، ایتالیایی‌ها، پرتغالی‌ها و ترکیه‌ای‌ها است.
بسیاری معتقدند که طعم این نوع لوبیا به نسبت دیگر انواع لوبیا بهتر است و با خوردن آن کمتر دچار نفخ می‌شوند اما هنوز شواهدی که نشان بدهند کدام یک از انواع لوبیاها نفاخ تر هستند به دست نیامده است. آمینواسید فراوان موجود در لوبیاچیتی آن را به یک منبع خوب برای دریافت پروتئین و جایگزین مناسبی برای انواع گوشت‌ها تبدیل کرده است. لوبیای چیتی از نظر مقدار فیبر بر سایر لوبیاها برتری دارد.

## ویژگی‌ها
یک فنجان لوبیای چیتی یا ۱۹۳ گرم از آن ۶۷۰ کالری دارد که از این میزان، ۲۱ کالری آن به چربی، ۴۸۳ کالری از آن به کربوهیدرات موجود در لوبیا و ۱۶۵ کالری به پروتئین موجود در آن اختصاص دارد.
این ماده غذایی فاقد کلسترول بوده و قند موجود در آن در مقایسه با انواع لوبیا کمتر است.
این ماده غذایی منبع مناسبی از ویتامین «ث» بوده، همچنین میزان کلسیم، آهن، سدیم و پتاسیم موجود در این نوع لوبیا قابل توجه است.
تیامین، منیزیم، نیاسین و فسفر از جمله مواد معدنی موجود در این لوبیا است.

## خواص درمانی
میزان پروتئین موجود در این نوع لوبیا از انواع دیگر آن بیشتر است، از این رو منبع غذایی مفیدی برای پیشگیری از ابتلا به اختلالات کلیوی و پوکی استخوان به‌شمار می‌رود.

اکثر مواد غذایی به‌ویژه مواد غذایی پرچرب سبب افزایش هورمون لپتین در خون می‌شوند. تحقیقات نشان می‌دهد این هورمون نقش مهمی در کنترل اشتها دارد، این در حالی است که رژیم غذایی حاوی لوبیا چیتی باعث ترشح حداقل میزان لپتین در خون شده و از ابتلا به چاقی ناشی از افزایش اشتها پیشگیری می‌کند. وجود مقدار قابل توجه ویتامین «ث» در این نوع لوبیا نیز بر خواص درمانی آن می‌افزاید.